# 圣但尼勒费尔芒
圣但尼勒费尔芒（法語：Saint-Denis-le-Ferment，法語發音：[sɛ̃ dəni lə fɛʁmɑ̃]）是法国厄尔省的一个市镇，位于该省东北部，属于莱桑德利区。

## 地理
圣但尼勒费尔芒（49°19'44"N, 1°43'7"E）面积18.01 平方千米，位于法国诺曼底大区厄尔省，该省份为法国北部内陆省份，北起滨海塞纳省，西接奧恩省和卡爾瓦多斯省，南至厄尔-卢瓦省，东临瓦兹省、瓦兹河谷省和伊夫林省。
与圣但尼勒费尔芒接壤的市镇（或旧市镇、城区）包括：埃贝库尔、埃普特河畔巴赞库尔、日索尔、贝聚-圣埃卢瓦、厄迪库尔、桑库尔。

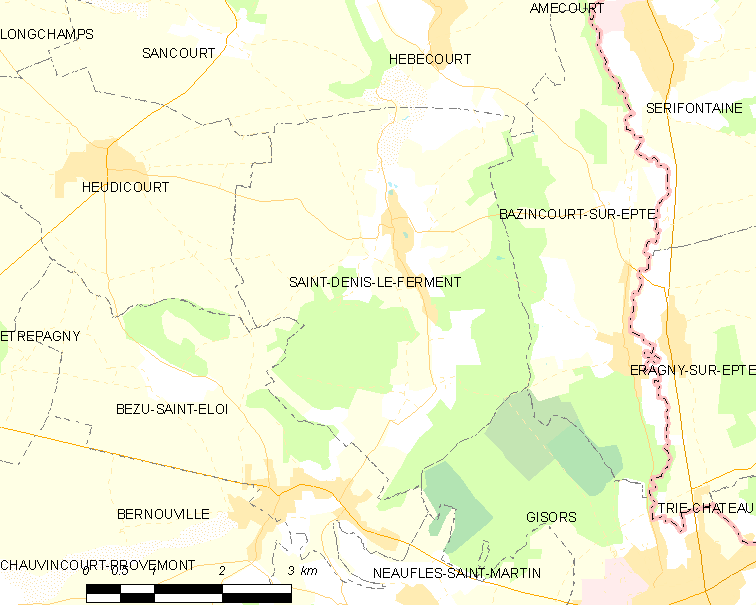
圣但尼勒费尔芒的OSM定位图

圣但尼勒费尔芒的时区为UTC+01:00、UTC+02:00（夏令时）。

## 行政
圣但尼勒费尔芒的邮政编码为27140，INSEE市镇编码为27533。

## 政治
圣但尼勒费尔芒所属的省级选区为日索尔县。

## 人口

1962-2008年间圣但尼勒费尔芒人口变化图示

圣但尼勒费尔芒于2022年1月1日时的人口数量为502人。